# 基科瓦
50°27′41″N 27°42′25″E / 50.46139°N 27.70694°E
基科瓦（烏克蘭語：Кикова），是烏克蘭北部的村莊，隸屬日托米爾州的茲維亞赫爾區。該村始建於1668年，面積4平方公里，海拔高度213米，2001年人口1,223，人口密度每平方公里306.21人。